# NGC 6413
NGC 6413 је четворострука звезда у сазвежђу Змијоноша која се налази на NGC листи објеката дубоког неба.
Деклинација објекта је + 12° 37' 26" а ректасцензија 17h 40m 40,7s. Привидна величина (магнитуда) објекта NGC 6413 износи 11,6.